# 真心
《真心》是葉蒨文第二十三張個人專輯，第十張國語專輯，於1995年11月由波麗佳音發行。
這是葉蒨文轉換新東家後的首張專輯，一上市就有30萬張的銷售佳績。由作詞人劉虞瑞為葉蒨文量身訂做的專輯同名歌曲《真心》，被她當作對自己內心感受的一種詮釋，因此演唱得格外用情投入，得到了圈內外人士的一致認可和極高的評價。《真心》不僅讓她再度入圍了台灣金曲獎的“最佳國語歌曲女演唱人獎”(決選第2名)，同時也提名了新加坡金曲獎的“亞洲最受推崇女歌手”和“最佳演繹女歌手”。

## 曲目
| 曲序     | 曲目               |               | 作曲       | 编曲     | 备注                              | 时长  |
| -------- | ------------------ | ------------- | ---------- | -------- | --------------------------------- | ----- |
| 1.       | 真心               | 劉虞瑞        | 殷文琦     | 屠穎     | 第一主打                          | 4:06  |
| 2.       | 我心深處           | 許常德        | 郭子       | 王豫民   |                                   | 4:41  |
| 3.       | 心灰               | 王裕宗 劉虞瑞 | 黎沸揮     | 王繼康   |                                   | 4:06  |
| 4.       | 對你還是愛         | 姚若龍        | 陳美威     | 王繼康   |                                   | 4:23  |
| 5.       | 心甘情願           | 林美杏        | 黎沸揮     | 王豫民   |                                   | 4:37  |
| 6.       | 時代               | 劉虞瑞        | 中島美雪   | 王豫民   | 第二主打 改編自中島美雪的《時代》 | 4:57  |
| 7.       | 不會有誰能讓我後悔 | 劉虞瑞 許常德 | 殷文琦     | 王繼康   |                                   | 4:34  |
| 8.       | 我愛的是你         | 林美杏        | 林隆璇     | 李伯傑   |                                   | 4:03  |
| 9.       | 女人               | 李姚          | 徐禹       | 鍾興民   |                                   | 4:33  |
| 10.      | 藍天               | 劉虞瑞        | 西村由紀江 | 王豫民   | 改編自西村由紀江的《いつまでも》  | 4:20  |
| 总时长： | 总时长：           | 总时长：      | 总时长：   | 总时长： | 总时长：                          | 44:23 |

## 發行版本
- 台灣CD/錄音帶版
- 香港CD/錄音帶版
- 中國引進CD/錄音帶版
- 新馬CD/錄音帶版
- 香港復刻CD版

## 音樂錄影帶
- 真心

## 獎項
| 年份   | 頒獎典禮    | 獎項               | 作品     | 結果 |
| ------ | ----------- | ------------------ | -------- | ---- |
| 1996年 | 第7屆金曲獎 | 最佳國語女演唱人獎 | 《真心》 | 提名 |